# Albadraco
Albadraco es un género de pterosaurio azdárquido que vivió durante el Cretácico tardío en el área de la Rumania moderna. La especie tipo es Albadraco tharmisensis. 

## Descubrimiento y nomenclatura
En el sitio de Oarda de Jos, cerca de Alba Iulia en el condado de Alba, se encontraron dos piezas de mandíbula de un gran pterosaurio. El descubrimiento fue reportado e ilustrado en una disertación por Cǎtǎlin Jipa-Murzea en 2012.
En 2019, la especie tipo Albadraco tharmisensis fue nombrada y descrita por Alexandru Adrian Solomon, Vlad Aurel Codrea, Márton Venczel y Gerald Grellet-Tinner. El nombre del género combina una referencia a Alba con la palabra latína draco, "dragón". El nombre específico se refiere a una procedencia cerca Tharmis, el antiguo nombre dacio de Alba Iulia.
El holotipo, PSMUBB V651a, b, se encontró en una capa de la Formación Șard que data del último Maastrichtiense, de sesenta y seis millones de años. Consiste en dos premaxilas fusionadas del hocico (PSMUBB V651a) y una parte de la sínfisis de las mandíbulas inferiores (PSMUBB V651b). Se suponía que ambas partes pertenecían a un solo individuo, tal vez un animal subadulto. Es el primer ejemplo del Cretáceo de Europa de un ejemplar de pterosaurio que preserva los elementos de la mandíbula superior y la mandíbula inferior.
Un segundo espécimen, PSMUBB V652, una cuarta vértebra del cuello del mismo sitio, fue referido a la especie. También es de un animal subadulto y los autores que lo describieron consideraron posible que representara al mismo individuo que el holotipo.

## Descripción
La envergadura del holotipo se estimó en cinco a seis metros, por extrapolación de las piezas de la mandíbula. El tamaño adulto se estimó en un lapso de seis a siete metros. Albadraco compartió su hábitat con Hatzegopteryx y se consideró la posibilidad de que su holotipo fuera solo un ejemplar juvenil de ese pterosaurio gigante. Sin embargo, esto se consideró improbable, porque la estructura ósea holotipo se parecía a la de los animales subadultos, no a los individuos jóvenes de rápido crecimiento.
Los autores que describieron indicaron cinco rasgos distintivos. Habían autapomorfías, caracteres derivados únicos, en los que Albadraco difiere de todos los otros azdárquidos conocidos. Los bordes cortantes y los lados del pico muestran una alta densidad de agujeros. La premaxila tiene agujeros en forma de hendidura en las superficies inferiores y laterales, pero también dos filas de agujeros en el costado. El hocico tiene una sección transversal triangular, pero su borde superior es más redondeado que con otros azhdarquidos. La sínfisis de las mandíbulas inferiores tiene una sección transversal en forma de U en la parte delantera, pero una en forma de V en la parte posterior. La cuarta vértebra del cuello tiene una relación de alargamiento, longitud horizontal dividida por el ancho transversal, que se acerca más a la relación de alargamiento de la tercera vértebra del cuello de otros azdárquidos por ser más corta de lo habitual.

## Filogenia
En 2019, Albadraco se colocó en Azhdarchidae, según el método comparativo.